# Petit-Fayt
Petit-Fayt est une commune française située dans le département du Nord, en région Hauts-de-France.

## Géographie
Petit-Fayt se situe dans le Sud-Est du département du Nord (Hainaut) en plein cœur du parc naturel régional de l'Avesnois.
L'Avesnois est connu pour ses prairies, son bocage et son relief un peu vallonné dans sa partie sud-est (début des contreforts des Ardennes), dite « petite Suisse du Nord ». La commune est traversée par l'Helpe Mineure, affluent de la Sambre.
Petit-Fayt fait partie administrativement de l'Avesnois, historiquement du Hainaut et ses paysages rappellent la Thiérache.
La commune se trouve à 100 km de Lille (préfecture du Nord), Bruxelles (Belgique) ou Reims (Marne), à 45 km de Valenciennes, Mons (B) ou Charleroi (B) et à 10 km d'Avesnes-sur-Helpe (sous-préfecture). La Belgique se trouve à 17 km et le département de l'Aisne se trouvent à 10 km.

### Communes limitrophes
| Grand-Fayt | Marbaix                | Dompierre-sur-Helpe Saint-Hilaire-sur-Helpe |
|            | Petit-Fayt             |                                             |
| Prisches   | Beaurepaire-sur-Sambre | Cartignies                                  |

### Hydrographie

#### Réseau hydrographique
La commune est située dans le bassin Artois-Picardie. Elle est drainée par l'Helpe Mineure, le ruisseau du Sart ou Helpe Mineure, la Petit-Fayt, l'Arbre Sec, le Marbaix, le rieu à groise, le ruisseau d'Air, le ruisseau Rieux sart et un autre petit cours d'eau,.
L'Helpe Mineure, d'une longueur de 50 km, prend sa source dans la commune de Ohain et se jette  dans la Sambre canalisée à Locquignol, après avoir traversé douze communes. Les caractéristiques hydrologiques de l'Helpe Mineure sont données par la station hydrologique située sur la commune. Le débit moyen mensuel est de 3,56 m3/s. Le débit moyen journalier maximum est de 63,7 m3/s, atteint lors de la crue du 6 janvier 2001. Le débit instantané maximal est quant à lui de 74,9 m3/s, atteint le 21 décembre 1993.

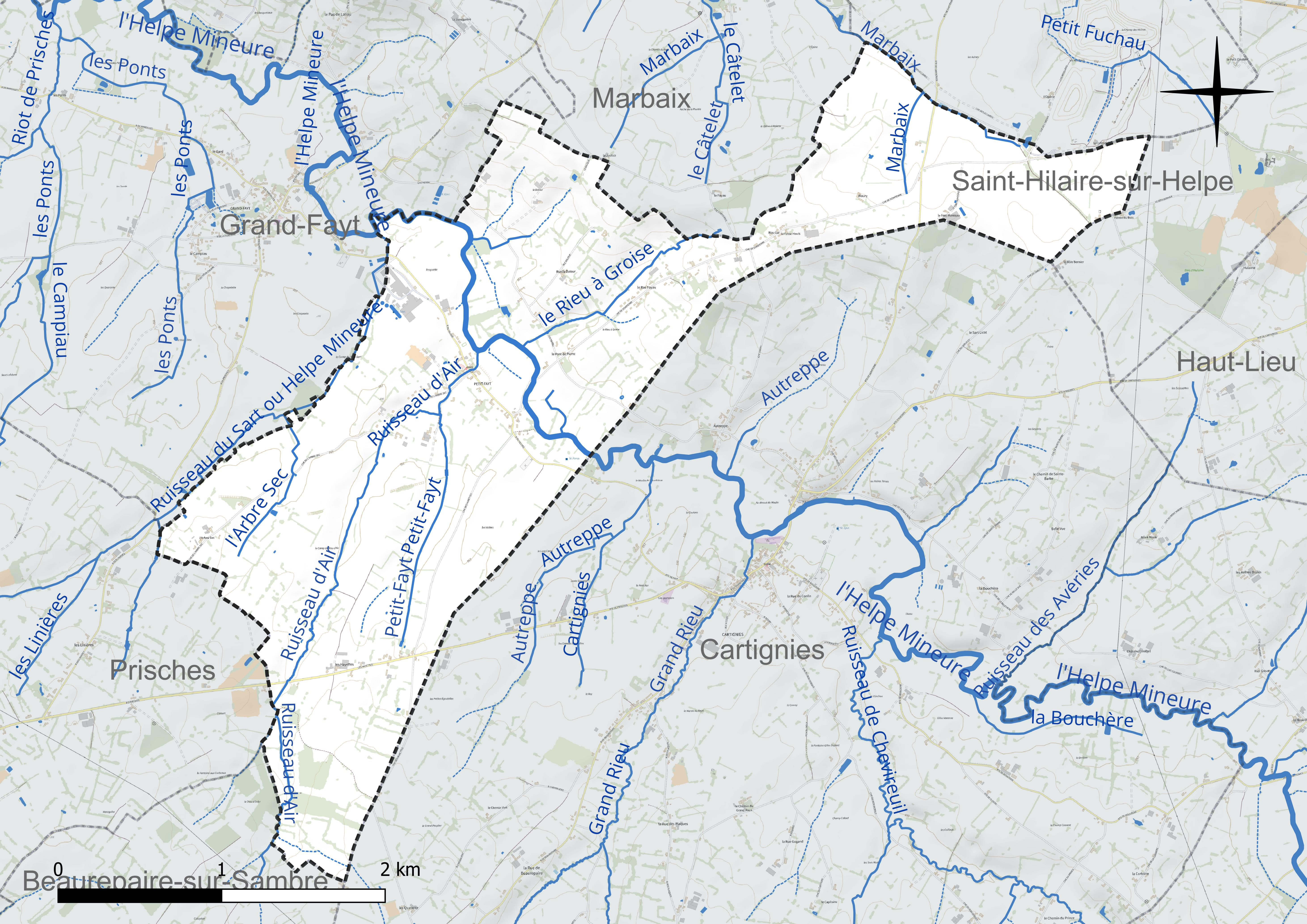
Réseau hydrographique de Petit-Fayt.

#### Gestion et qualité des eaux
Le territoire communal est couvert par le schéma d'aménagement et de gestion des eaux (SAGE) « Sambre ». Ce document de planification concerne un territoire de 1 253 km2 de superficie, délimité par le bassin versant de la Sambre. Le périmètre a été arrêté le 1er novembre 2003 et le SAGE proprement dit a été approuvé le 21 septembre 2012, puis modifié le 18 août 2022. La structure porteuse de l'élaboration et de la mise en œuvre est le syndicat mixte du Parc naturel régional de l'Avesnois. 
La qualité des cours d'eau peut être consultée sur un site dédié géré par les agences de l'eau et l'Agence française pour la biodiversité. 

### Climat
Pour des articles plus généraux, voir Climat des Hauts-de-France et Climat du Nord.
En 2010, le climat de la commune est de type climat des marges montargnardes, selon une étude du CNRS s'appuyant sur une série de données couvrant la période 1971-2000. En 2020, Météo-France publie une typologie des climats de la France métropolitaine dans laquelle la commune est exposée à un climat océanique altéré et est dans la région climatique  Nord-est du bassin Parisien, caractérisée par un ensoleillement médiocre, une pluviométrie moyenne régulièrement répartie au cours de l'année et un hiver froid (3 °C). 
Pour la période 1971-2000, la température annuelle moyenne est de 9,9 °C, avec une amplitude thermique annuelle de 15,2 °C. Le cumul annuel moyen de précipitations est de 846 mm, avec 13 jours de précipitations en janvier et 9,7 jours en juillet. Pour la période 1991-2020, la température moyenne annuelle observée sur la station météorologique la plus proche, située sur la commune de Saint-Hilaire-sur-Helpe à 7 km à vol d'oiseau, est de 10,5 °C et le cumul annuel moyen de précipitations est de 802,4 mm,. Pour l'avenir, les paramètres climatiques de la commune estimés pour 2050 selon différents scénarios d'émission de gaz à effet de serre sont consultables sur un site dédié publié par Météo-France en novembre 2022.

## Urbanisme

### Typologie
Au 1er janvier 2024, Petit-Fayt est catégorisée commune rurale à habitat très dispersé, selon la nouvelle grille communale de densité à sept niveaux définie par l'Insee en 2022.
Elle est située hors unité urbaine. Par ailleurs la commune fait partie de l'aire d'attraction d'Avesnes-sur-Helpe, dont elle est une commune de la couronne,. Cette aire, qui regroupe 14 communes, est catégorisée dans les aires de moins de 50 000 habitants,.

### Occupation des sols
L'occupation des sols de la commune, telle qu'elle ressort de la base de données européenne d'occupation biophysique des sols Corine Land Cover (CLC), est marquée par l'importance des territoires agricoles (99,9 % en 2018), une proportion sensiblement équivalente à celle de 1990 (100 %). La répartition détaillée en 2018 est la suivante : 
prairies (79,1 %), terres arables (15,4 %), zones agricoles hétérogènes (5,4 %), mines, décharges et chantiers (0,1 %). L'évolution de l'occupation des sols de la commune et de ses infrastructures peut être observée sur les différentes représentations cartographiques du territoire : la carte de Cassini (XVIIIe siècle), la carte d'état-major (1820-1866) et les cartes ou photos aériennes de l'IGN pour la période actuelle (1950 à aujourd'hui).

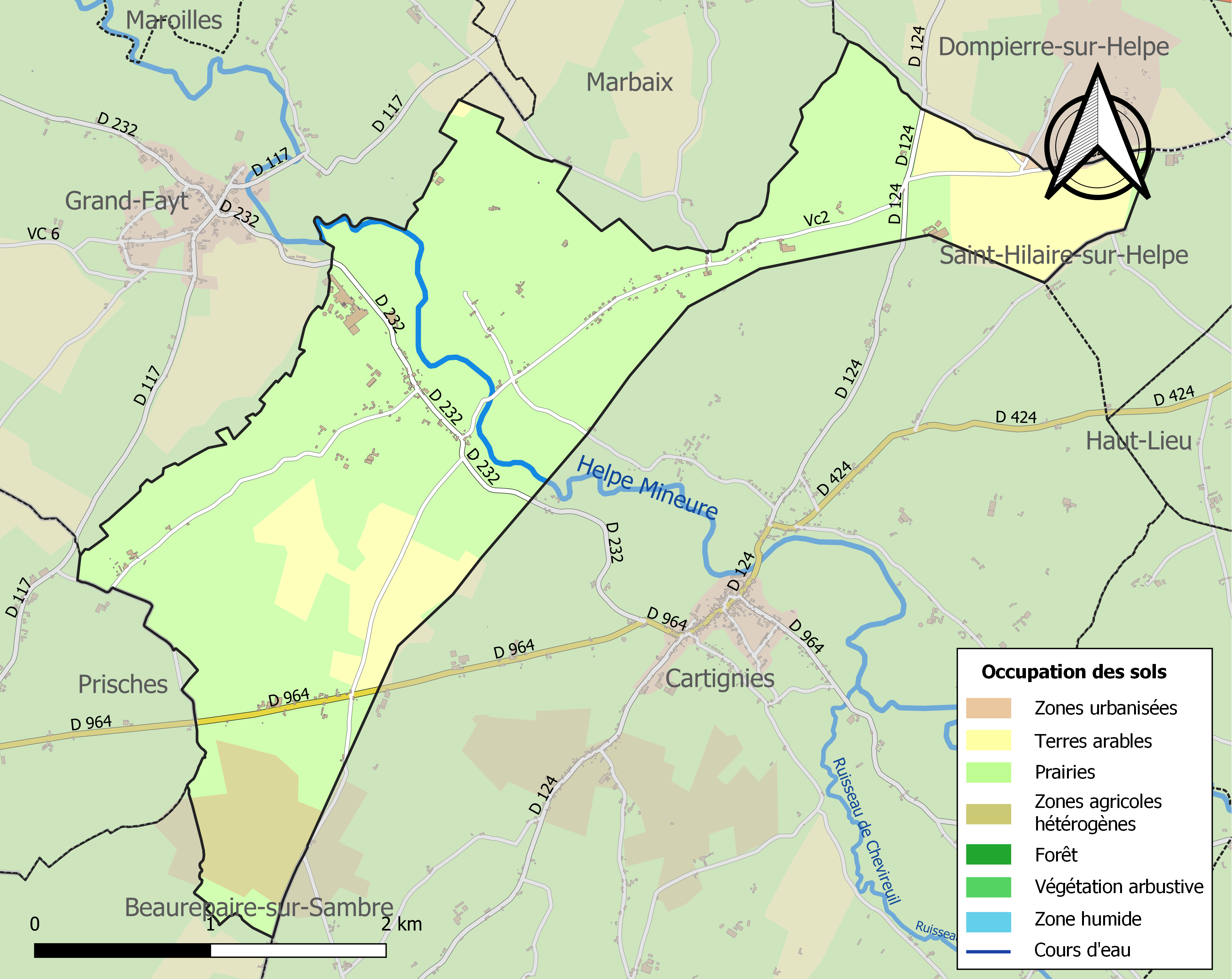
Carte des infrastructures et de l'occupation des sols de la commune en 2018 (CLC).

## Toponymie
Voir Grand-Fayt.

## Histoire
- 843 : avec le traité de Verdun, le partage de l'empire carolingien entre les trois petits fils de Charlemagne octroie à Lothaire I, la Francie médiane qui comprend le Hainaut dont fait partie le village.
- 855 : avec le traité de Prüm qui partage la Francie médiane entre les trois fils de Lothaire I, le Hainaut est rattaché à la Lotharingie dont hérite Lothaire II.
- 870 : avec le traité de Meerssen après la mort de Lothaire II, une partie de la Lotharingie dont fait partie le Hainaut est rattachée à la Francie occidentale.
- 880 : avec le traité de Ribemont en 880, le Hainaut est rattaché à la Francie orientale qui deviendra le Saint-Empire romain germanique en 962.
- Entre 1805 et 1846, Petit-Fayt et Grand-Fayt ne sont qu'une seule ville sous le nom « Les Fayts ».
- Plans du cadastre napoléonien (1844 et 1870) de Petit-Fayt : site internet Archives départementales du Nord
- 1891: Création par de la SA coopérative de la laiterie de Fayt par Auxibe Benvenot.
- 1907 : le 28 octobre 1907 est mise en service la ligne de chemin de fer Avesnes-sur-Helpe - Solesmes via Landrecies (47 km). La ligne comporte une station dans la commune. Un service régulier des voyageurs est assuré. En août 1914, le trafic voyageur est interrompu. En 1916, pendant l'occupation allemande, les rails sont démontés. La ligne de chemin de fer est dans l'impossibilité de fonctionner.

## Héraldique
|  | Les armes de Petit-Fayt se blasonnent ainsi : « D'argent à trois fasces de gueules. » |

## Politique et administration
Entre 1806 et 1845, Petit-Fayt et Grand-Fayt ne font qu'une seule commune sous le nom de Les Fayts. Voir Grand-Fayt pour cette période

Maire en 1939 : Benevot.
| Période                                  | Période  | Identité        | Étiquette | Qualité                     |
| ---------------------------------------- | -------- | --------------- | --------- | --------------------------- |
| 1846                                     | 1848     | André Gosse     |           | Premier maire de la commune |
| 1848                                     | 1862     | Auxibe Bevenot  |           |                             |
| 1862                                     | 1869     | Clément Wargnie |           |                             |
| 1987                                     | 1997     | Michel Louguet  |           |                             |
| mars 1997                                | En cours | Claude Royaux   |           |                             |
| Les données manquantes sont à compléter. |          |                 |           |                             |

## Population et société

### Démographie

#### Évolution démographique
L'évolution du nombre d'habitants est connue à travers les recensements de la population effectués dans la commune depuis 1846. Pour les communes de moins de 10 000 habitants, une enquête de recensement portant sur toute la population est réalisée tous les cinq ans, les populations de référence des années intermédiaires étant quant à elles estimées par interpolation ou extrapolation. Pour la commune, le premier recensement exhaustif entrant dans le cadre du nouveau dispositif a été réalisé en 2006.

En 2022, la commune comptait 286 habitants, en évolution de −6,23 % par rapport à 2016 (Nord : +0,51 %, France hors Mayotte : +2,11 %).
| 1846 | 1851 | 1856 | 1861 | 1866 | 1872 | 1876 | 1881 | 1886 |
| ---- | ---- | ---- | ---- | ---- | ---- | ---- | ---- | ---- |
| 441  | 450  | 466  | 435  | 418  | 383  | 351  | 339  | 350  |

| 1891 | 1896 | 1901 | 1906 | 1911 | 1921 | 1926 | 1931 | 1936 |
| ---- | ---- | ---- | ---- | ---- | ---- | ---- | ---- | ---- |
| 355  | 355  | 363  | 347  | 335  | 303  | 355  | 310  | 288  |

| 1946 | 1954 | 1962 | 1968 | 1975 | 1982 | 1990 | 1999 | 2006 |
| ---- | ---- | ---- | ---- | ---- | ---- | ---- | ---- | ---- |
| 290  | 277  | 288  | 240  | 226  | 253  | 273  | 260  | 283  |

| 2011 | 2016 | 2021 | 2022 | - | - | - | - | - |
| ---- | ---- | ---- | ---- | - | - | - | - | - |
| 296  | 305  | 294  | 286  | - | - | - | - | - |

#### Pyramide des âges
La population de la commune est relativement jeune.
En 2018, le taux de personnes d'un âge inférieur à 30 ans s'élève à 32,2 %, soit en dessous de la moyenne départementale (39,5 %). À l'inverse, le taux de personnes d'âge supérieur à 60 ans est de 25,6 % la même année, alors qu'il est de 22,5 % au niveau départemental.
En 2018, la commune comptait 153 hommes pour 158 femmes, soit un taux de 50,8 % de femmes, légèrement inférieur au taux départemental (51,77 %).
Les pyramides des âges de la commune et du département s'établissent comme suit.
| Hommes | Classe d’âge | Femmes |
| ------ | ------------ | ------ |
| 0,7    | 90 ou +      | 0,7    |
| 5,4    | 75-89 ans    | 6,6    |
| 20,8   | 60-74 ans    | 16,9   |
| 22,7   | 45-59 ans    | 20,8   |
| 17,9   | 30-44 ans    | 23,1   |
| 14,0   | 15-29 ans    | 13,4   |
| 18,5   | 0-14 ans     | 18,5   |

| Hommes | Classe d’âge | Femmes |
| ------ | ------------ | ------ |
| 0,5    | 90 ou +      | 1,4    |
| 5,3    | 75-89 ans    | 8,1    |
| 14,8   | 60-74 ans    | 16,2   |
| 19,1   | 45-59 ans    | 18,4   |
| 19,5   | 30-44 ans    | 18,7   |
| 20,7   | 15-29 ans    | 19,1   |
| 20,2   | 0-14 ans     | 18     |

## Économie
Présence de l'entreprise "Canélia" qui appartient, depuis 1997, au groupe laitier Lactalis (51%) en association avec la coopérative laitière Ucanel (49%). L'entreprise comporte 185 salariés. Elle est spécialisée dans la transformation du lait avec la fabrication de lait UHT et de beurres "spéciaux" à destination de l'industrie agroalimentaire et des pâtisseries. L'entreprise traite 280 millions de litres de lait chaque année.

## Culture locale et patrimoine

### Lieux et monuments
- La mairie datant de 1848
- L'église de la Visitation du XIIIe siècle, 1650 et 1717
- Le monument aux morts
- Chapelle Sainte-Abbe, Saint-Jacques et Notre-Dame-de-Grâce (1773)
- Chapelle des Sacrés-Cœurs-de-Jésus-et-Marie (1805)

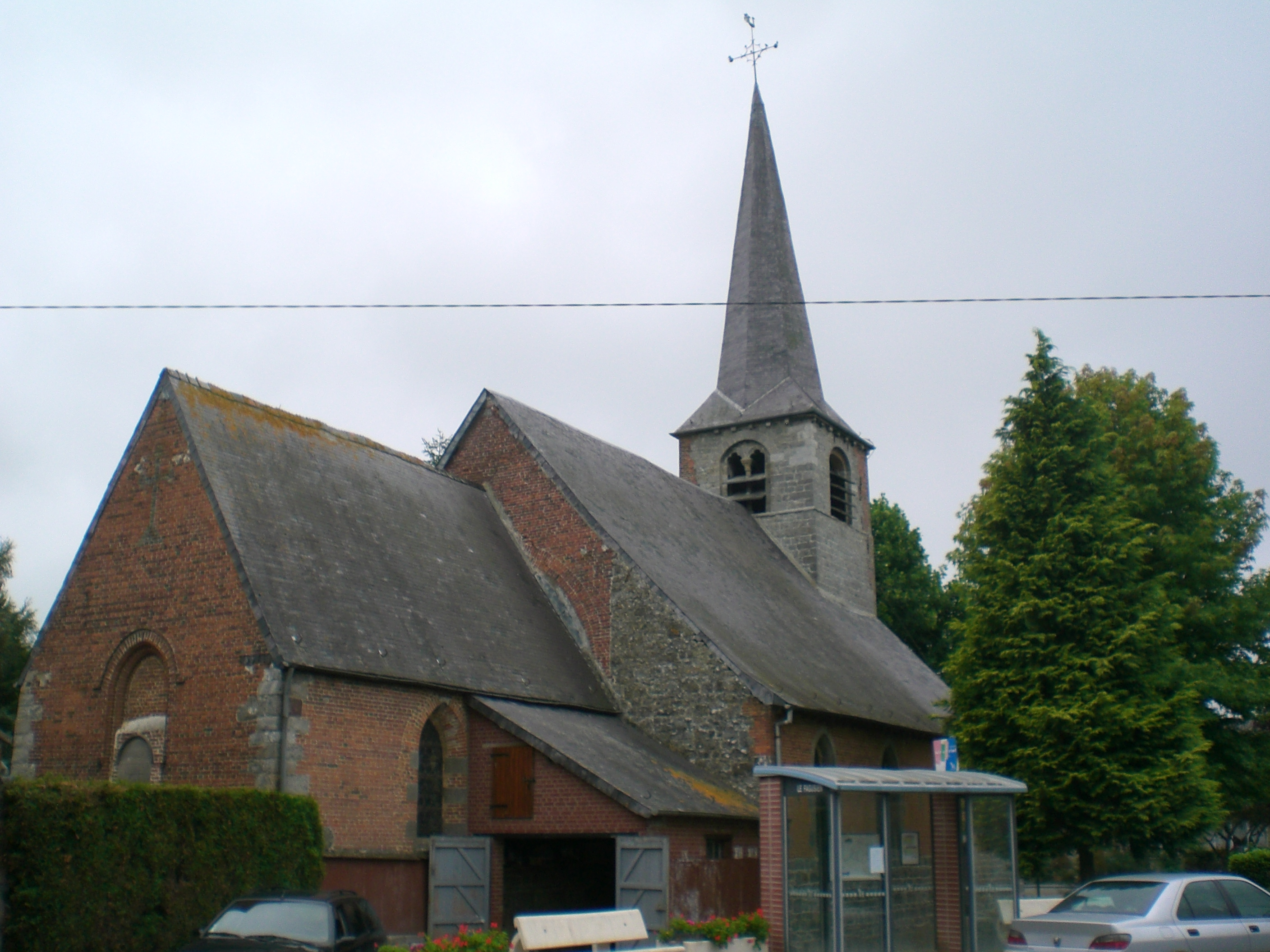
Église de la Visitation.
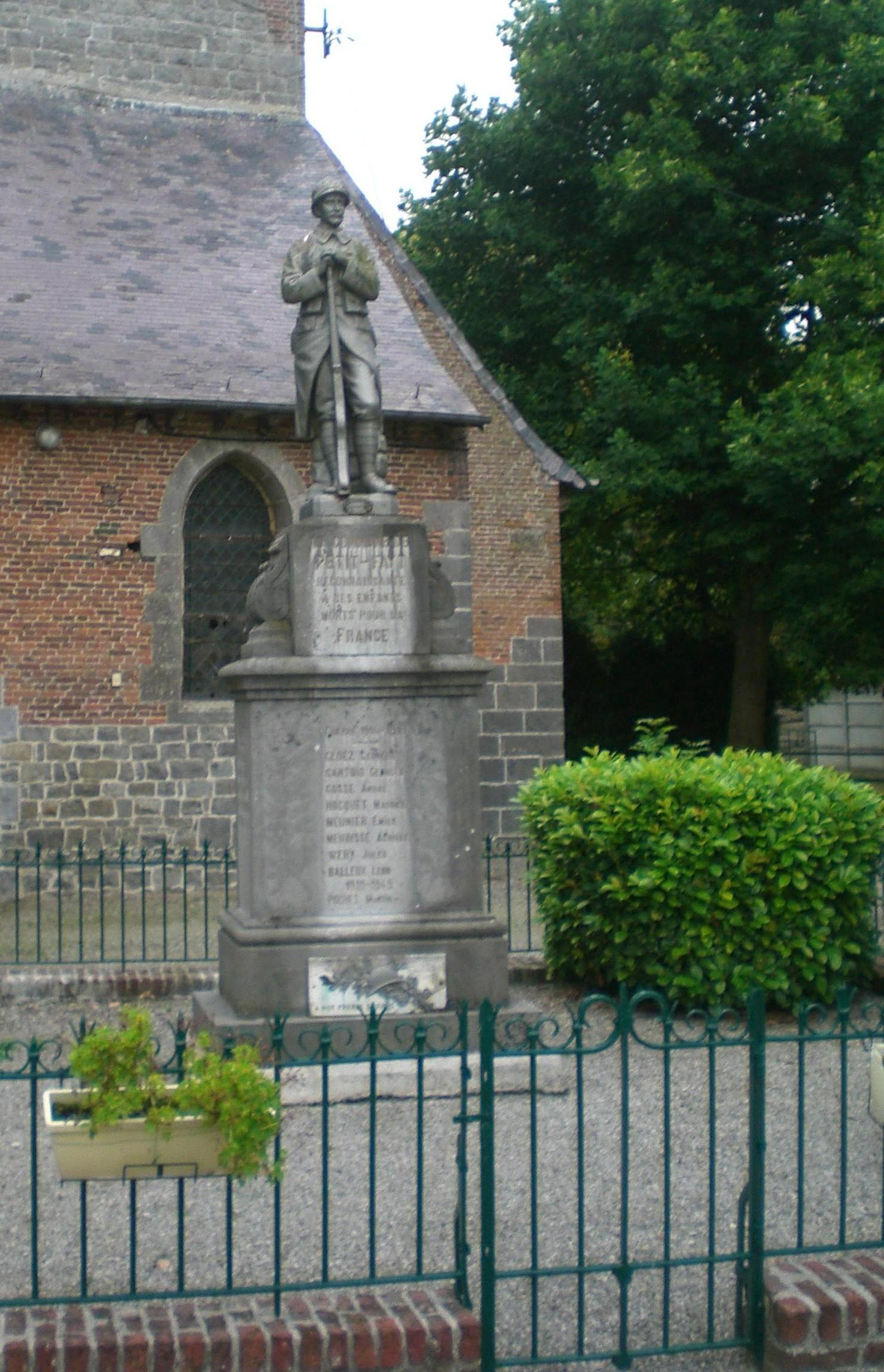
Monument aux morts.
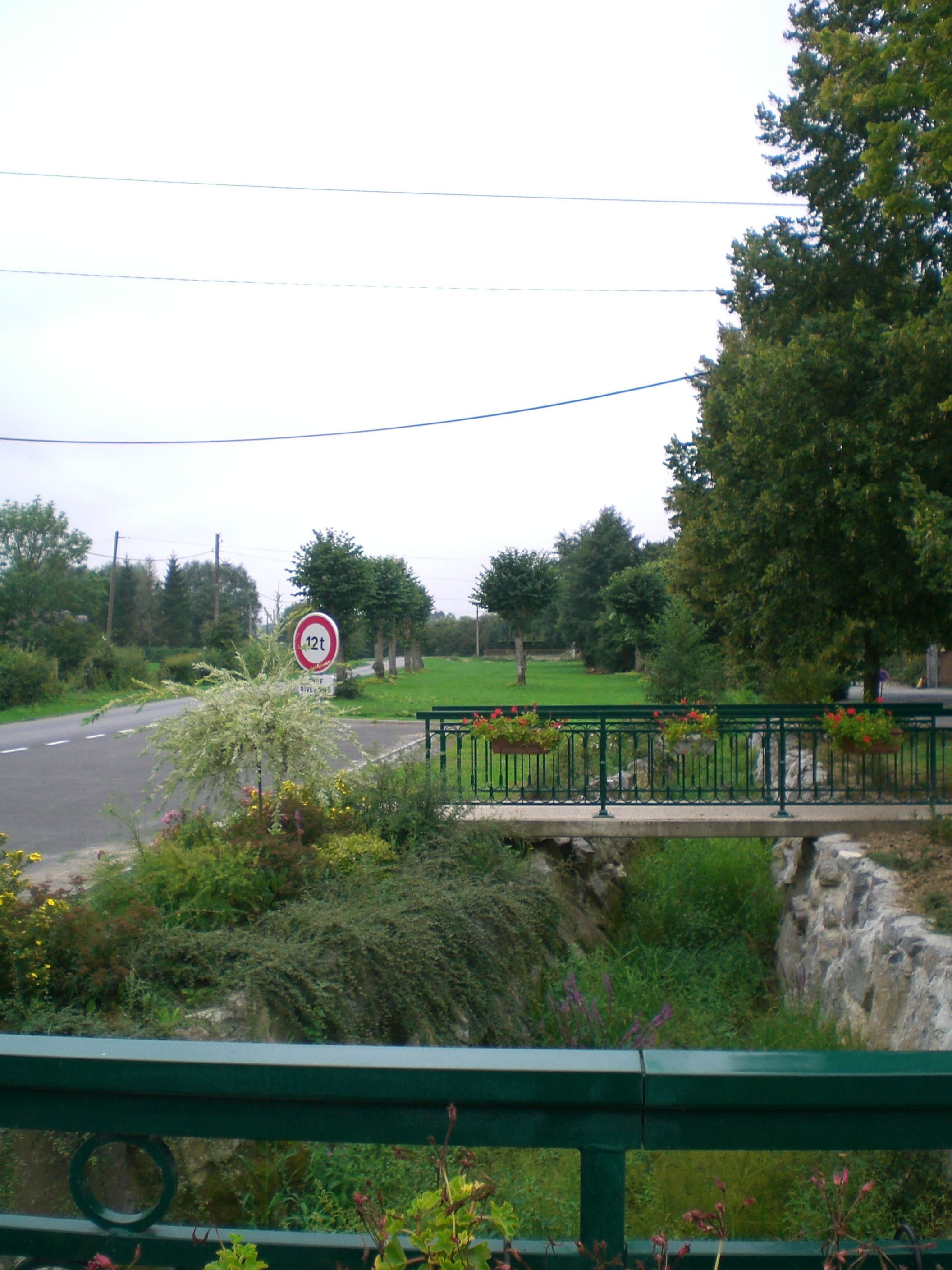
Une rue.